# Nacional Pescara

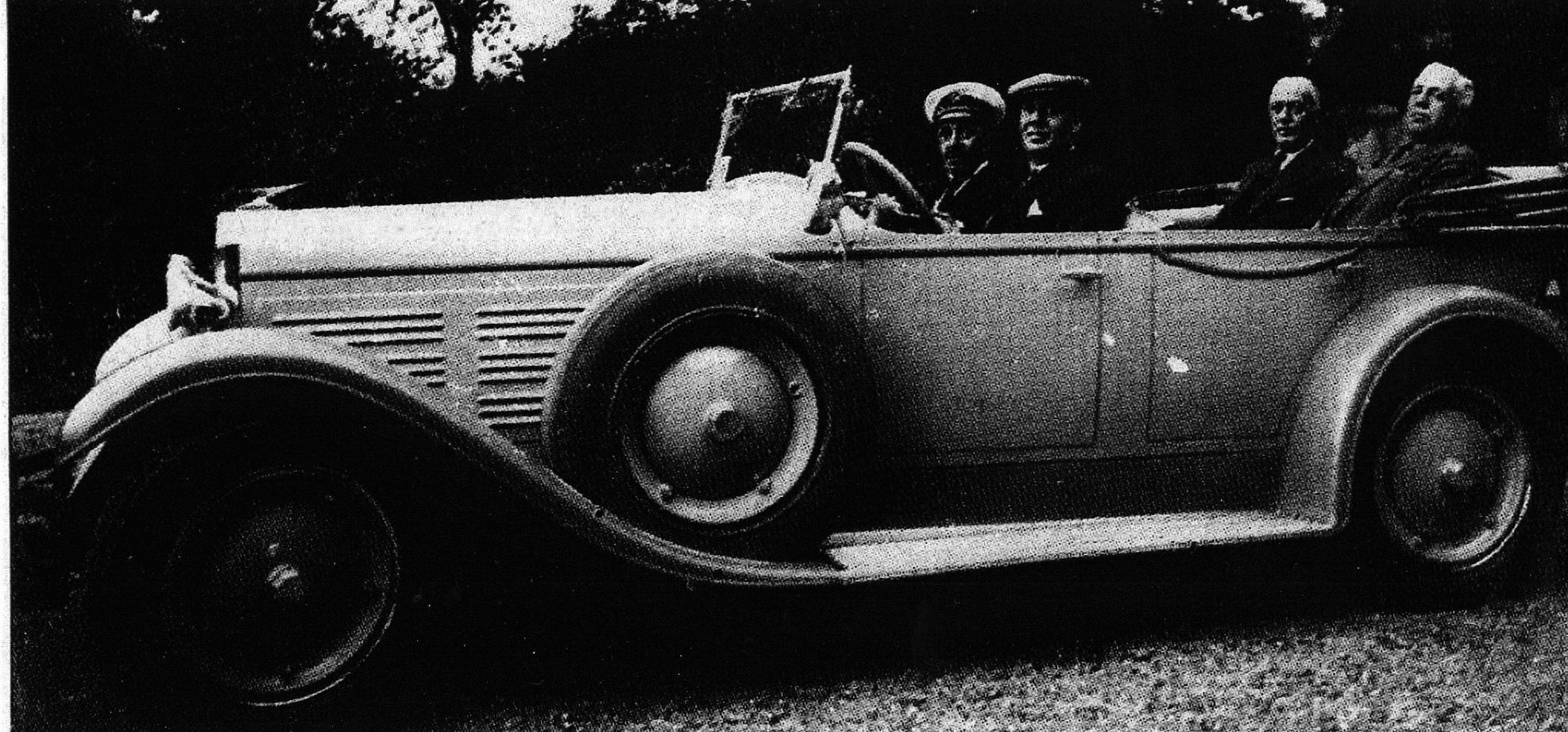
Nacional Pescara

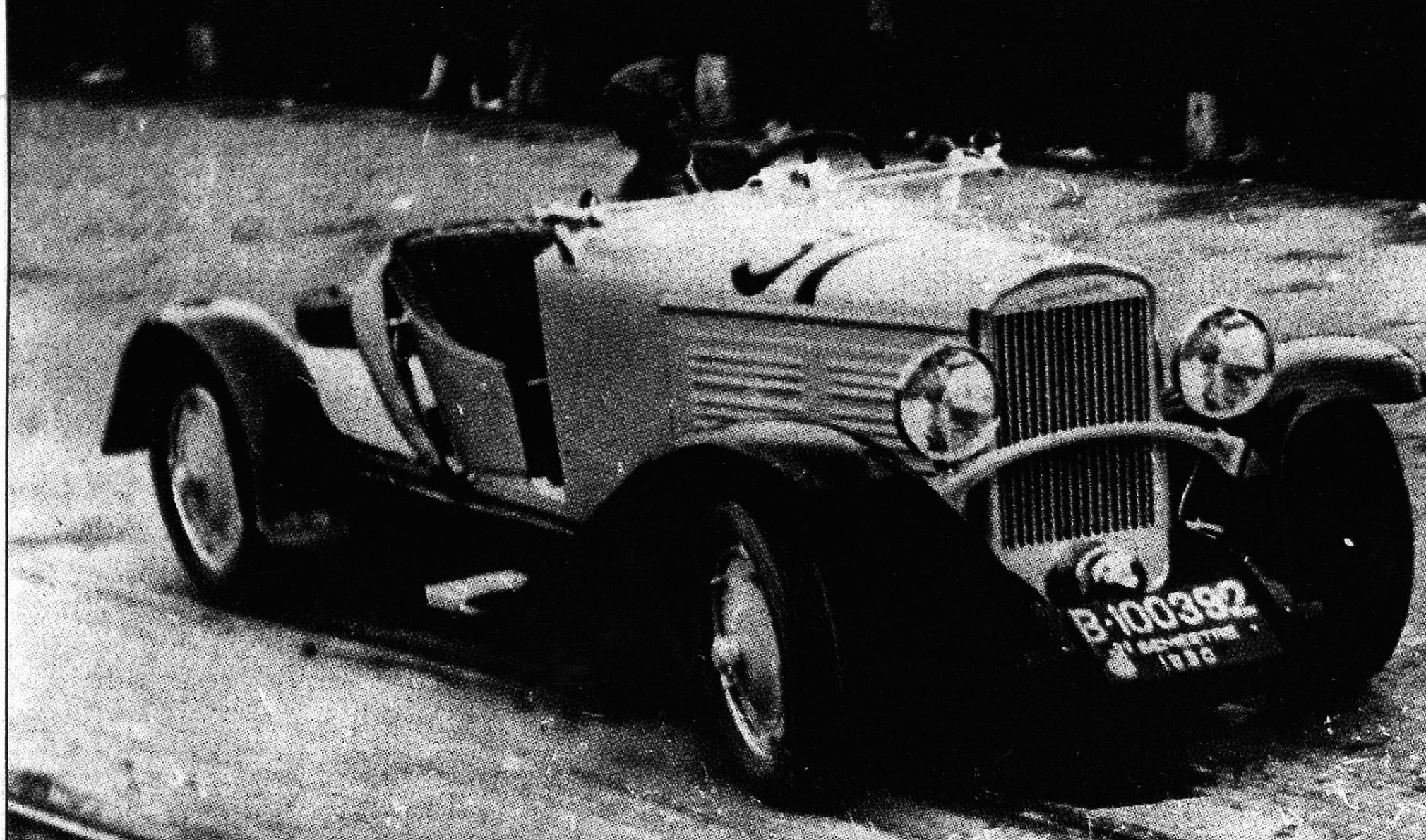
Nacional Pescara

Nacional Pescara war eine spanische Automarke.

## Unternehmensgeschichte
Raúl Pateras Pescara und sein Bruder Enrique Pescara gründeten 1928 in Barcelona das Unternehmen Fábrica Nacional de Automóviles S.A. und begannen 1929 mit der Produktion von Automobilen. Da der Staat das Unternehmen mit Steuervergünstigungen unterstützte, trug es den Namen Nacional in der Firma.
Im Februar 1931 wurde die Fabrik La Hispano in Guadalajara von La Hispano-Suiza übernommen. Fiat S.p.A. übernahm wenig später viele Anteile.
1932 endete die Produktion. Die Angaben zu den Produktionszahlen schwanken zwischen fünf und 14. Zwei Fahrzeuge existieren heute noch.

## Fahrzeuge

### OHC-Modell
Das erste Modell hatte einen Achtzylinder-Reihenmotor mit OHC-Ventilsteuerung, der aus 2960 cm³ Hubraum 80 PS leistete. Der Motor bestand überwiegend aus Leichtmetall. Das Getriebe verfügte nur über zwei Gänge. Eine Besonderheit waren vier eingebaute hydraulische Wagenheber, die einen schnellen Radwechsel ermöglichten. Die Fahrzeuge wurden auch bei Autorennen eingesetzt. So gewann Enrique Pescara im Juli 1930 seine Klasse im Peña Rhin-Bergrennen. Konstrukteur war der Italiener Edmondo Moglia.

### DOHC-Modell
Das zweite Modell verfügte über einen überarbeiteten Motor mit zwei obenliegenden Nockenwellen. Dadurch stieg die Motorleistung auf 125 PS. Mit einem verkürzten Fahrgestell, einer Rennwagenkarosserie und einem Dreiganggetriebe nahm das Fahrzeug 1931 am Kesselbergrennen und bis 1936 an vielen anderen Rennen teil. Der chilenische Rennfahrer Juan Zanelli gewann 1931 die Europa-Bergmeisterschaft.

### Kompressor-Modell
Ende 1932 erschien ein Modell mit einem erneut überarbeiteten Motor mit Kompressor, der 180 PS leistete.

### Zehnzylindermodell
Das Unternehmen arbeitete an einem Modell mit einem Zehnzylinder-Reihenmotor mit 3900 oder 4100 cm³ Hubraum, der ohne Aufladung 100 PS leisten sollte. Für Renneinsätze war auch ein Kompressor vorgesehen. Die politische Situation in Spanien sorgte für ein Ende dieses Projekts, bevor es fertiggestellt war.

### Sechzehnzylindermotor
In Zusammenarbeit mit Gabriel Voisin wurde ein Sechzehnzylindermotor entwickelt. Der Motor leistete aus 3600 oder 4000 cm³ Hubraum 150 PS.

### SLM-Pescara
Raúl Pateras Pescara zog 1933 in die Schweiz. Die Schweizerische Lokomotiv- und Maschinenfabrik produzierte 1935 ein Fahrzeug mit dem V16-Motor. Chausson fertigte das Fahrgestell.